# 庫哈爾卡
50°26′54″N 32°54′33″E / 50.44833°N 32.90917°E
庫哈爾卡（烏克蘭語：Кухарка），是烏克蘭北部的村莊，隸屬切爾尼希夫州的普里盧基區。該村始建於1850年，面積0.92平方公里，海拔高度167米，2006年人口419，人口密度每平方公里457.42人。